# Вайнер, Аркадий Александрович
Аркадий Александрович Вайнер (13 января 1931, Москва — 24 апреля 2005, там же) — советский и российский писатель, сценарист и драматург, актёр. Брат и соавтор писателя и журналиста Г. А. Вайнера.

## Биография
Родился 13 января 1931 года в Москве.
Окончил юридический факультет МГУ им. М. В. Ломоносова (1953). Работал следователем в милиции, дослужившись до старшего следователя.
Мастер спорта по вольной борьбе.
Член КПСС с 1957 года.
Член Союза писателей СССР с 1971 года.
Член Российской академии кинематографических искусств «Ника».
Президент Международного фестиваля детективного кино.
Лауреат премии Союза писателей СССР и МВД СССР (1976, 1978, 1981).
Лауреат премии Союза писателей РСФСР и Уралмашзавода им. Героя Советского Союза Н. Кузнецова (1983).
Общий тираж их совместных с братом романов в 1988 году превысил 1 миллион экземпляров.
Муж Софьи Львовны Дарьяловой, доктора медицинских наук, лауреата Государственной премии, профессора Московского научно-исследовательского онкологического института им. П. А. Герцена, отец журналистки, психолога и бывшей главы телеканала «Дарьял-ТВ» Натальи Дарьяловой.
С 1999 по 2002 год занимал на телеканале «Дарьял-ТВ» должность генерального продюсера.
Скончался на 75 году жизни 24 апреля 2005 года от острой сердечной недостаточности.
28 апреля 2005 года похоронен на Востряковском кладбище в Москве (39 уч.).

## Сочинения

### Проза
- В начале 1960-х написал первый рассказ о милиции «Самый длинный день в году» — он был опубликован в газете «На боевом посту», которая выходила на Петровке. Там впервые появился персонаж Шарапов. А в предисловии автор написал, что прототипом главного героя стал сыщик Владимир Арапов.
- «Я, следователь…». Москва: «Советская Россия», 1968
- «Ощупью в полдень» (другое название — «Право ходить по земле»). Москва: «Молодая гвардия», 1969
- «Часы для мистера Келли» (другое название — «Часы для мистера Маргулайса»). Москва: «Молодая гвардия», 1970
- «Визит к Минотавру». Москва: «Молодая гвардия», 1972
- «Гонки по вертикали». Москва: «Молодая гвардия», 1973
- «Лекарство для Несмеяны» (другое название — «Лекарство против страха»). Москва: «Московский рабочий», 1974
- «Эра милосердия» (другое название — «Место встречи изменить нельзя»). Москва: «Воениздат», 1975
- «История участкового Позднякова». Москва: «Советский писатель», 1977
- «Город принял!». Москва: «Советский писатель», 1978
- «Не потерять человека». Москва: «Советский писатель», 1979
- «Женитьба Стратонова» (другое название — «Сентиментальное путешествие невесты к жениху»). Москва: «Советский писатель», 1980
- «Карский рейд». Москва: «Детская литература», 1983
- «Объезжайте на дорогах сбитых кошек и собак» (другое название — «Потерпевшие претензий не имеют»). Москва: «Советская Россия», 1986
- «Телеграмма с того света» (другое название — «Завещание Колумба»). Москва: «Советская Россия», 1988
- «Двое среди людей». Москва: «Физкультура и спорт», 1989
- «Евангелие от палача». Москва: «ИКПА», 1990
- «Петля и камень в зелёной траве». Москва: «ИКПА», 1991
- «Нелюдь». Москва: «Просвещение», 1996

### Драматургия
- «Ощупью в полдень» (в соавторстве с Юлианом Семеновым). Пьеса. Москва, 1970
- «Я, следователь…». Пьеса. Москва, 1971
- «Великолепнейшая из Кремоны» (в соавторстве с Петром Туром). Пьеса. Москва, 1972
- «Двое среди людей». Пьеса. Москва, 1973

## Экранизации произведений
- 1971 — Я, следователь
- 1974 — Ночной визит
- 1977 — Свидетельство о бедности
- 1978 — Лекарство против страха
- 1979 — Город принял
- 1979 — Место встречи изменить нельзя
- 1983 — Гонки по вертикали
- 1986 — Потерпевшие претензий не имеют
- 1987 — Визит к Минотавру
- 1989 — Вход в лабиринт
- 1990 — Сатана (от авторства сценария отказался)
- 1990 — Нелюдь («В раю запрещена охота»)
- 2016 — Следователь Тихонов (20 серий)

## Фильмография
- 1990 — Нелюдь — эпизод
- 1999 — Место встречи изменить нельзя. 20 лет спустя

## Награды
- Орден Почёта (13 января 2001 года) — за плодотворную литературно-просветительскую и общественную деятельность[9].
- Орден Дружбы (9 марта 1996 года) — за заслуги перед государством, многолетнюю плодотворную деятельность в области культуры и искусства[10].